# Heimatvertriebener

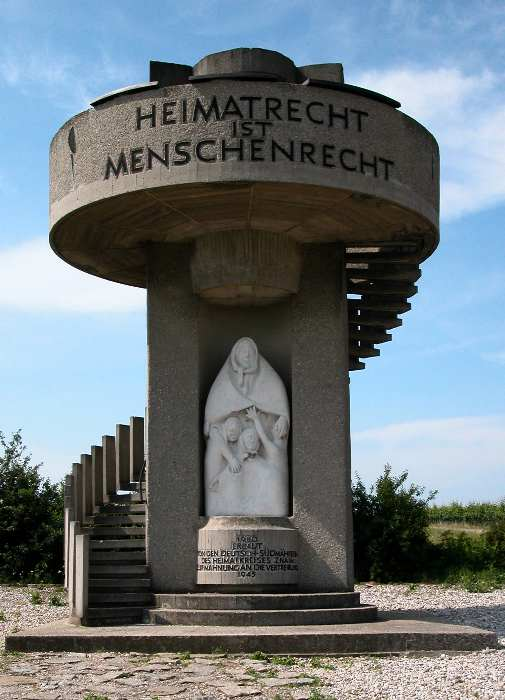
Monumento em lembrança aos sudetos, expulsos da Morávia do Sul.

Heimatvertriebene ("banidos" em alemão) é um termo que expressa um ponto de vista altamente emocional usado por alemães étnicos que, após a II Guerra Mundial foram expulsos de muitos países e que encontraram refúgio na Alemanha Ocidental, Alemanha Oriental e Áustria. Refugiados que partiram voluntariamente mas que posteriormente foram proibidos de retornar, geralmente são considerados juntamente com os outros, que foram deportados.
Sob o nazismo, Heimatvertriebene referia-se a membros do Volksdeutsche ("povo alemão") que viviam fora do Império Alemão.